# Лігостов Вільям Олексійович
Вільям Олексійович Лігостов (20 березня 1930 с. Червоновершка, Компаніївського району, Кіровоградської обл — 8 березня 2002, Київ) — український письменник, поет, гуморист, драматург.
Закінчив факультет журналістики Київського університету (1954). Працював у редакціях газет «Радянське Поділля», «Молодь України», «Народна газета», журналів «Зміна» («Ранок»), «Перець», «Дніпро», у щорічнику «Наука і культура». Був редактором видавництва «Радянський письменник». Член Спілки письменників України з 1970 року.
В 1967—1981 рр. опублікував шість книг: «Катастрофа в раю» (1967), «Подорож до Ельдорадо» (1971, 1983), «Заберіть свій мільйон!» (1975), «Золотий глечик» (1977), «Як знайти ідеальну дружину», «Вічний поєдинок» (1981).